# Coro (arquitetura)

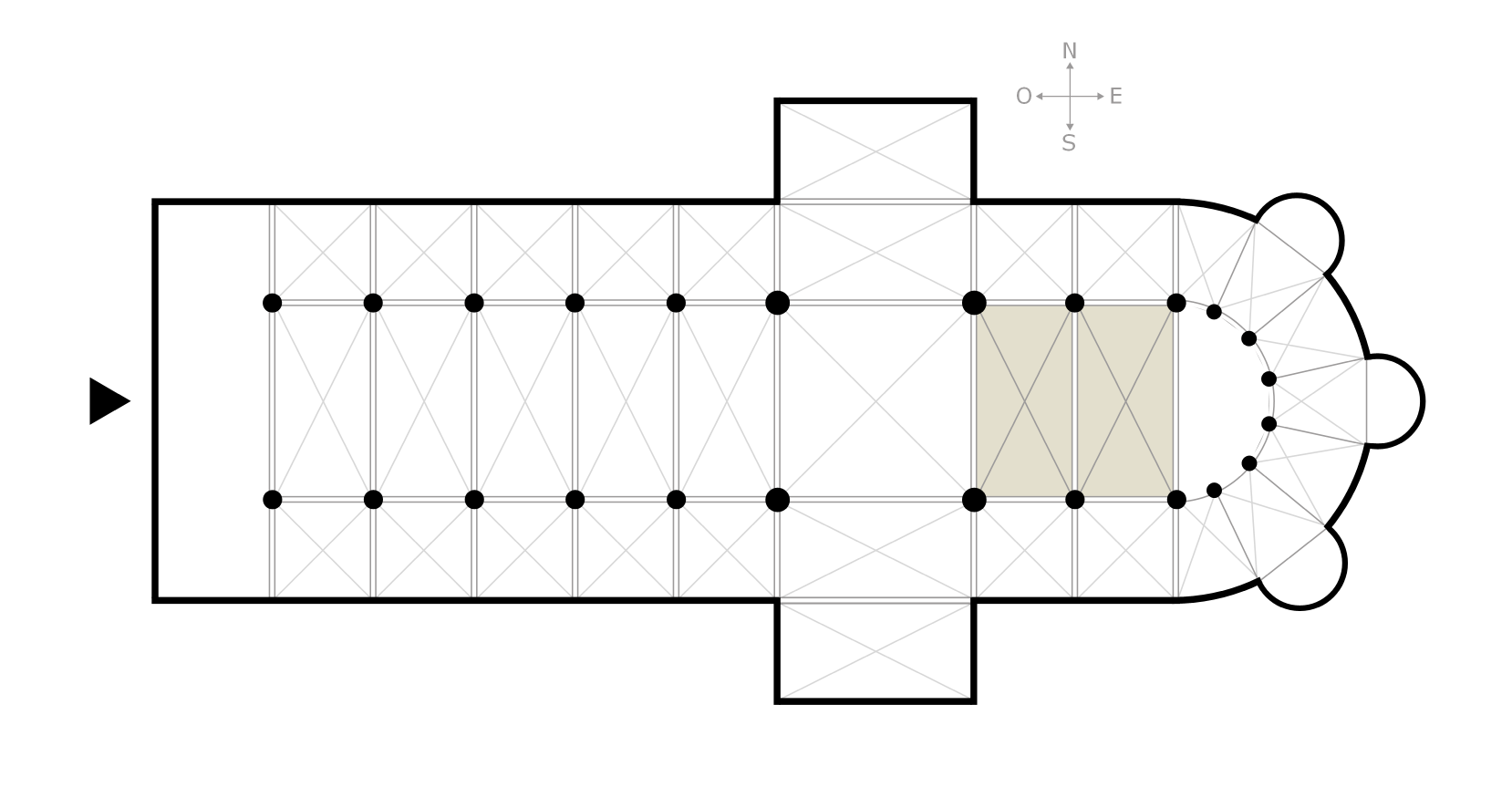
A colocação do coro dentro de uma grande igreja de cruz latina

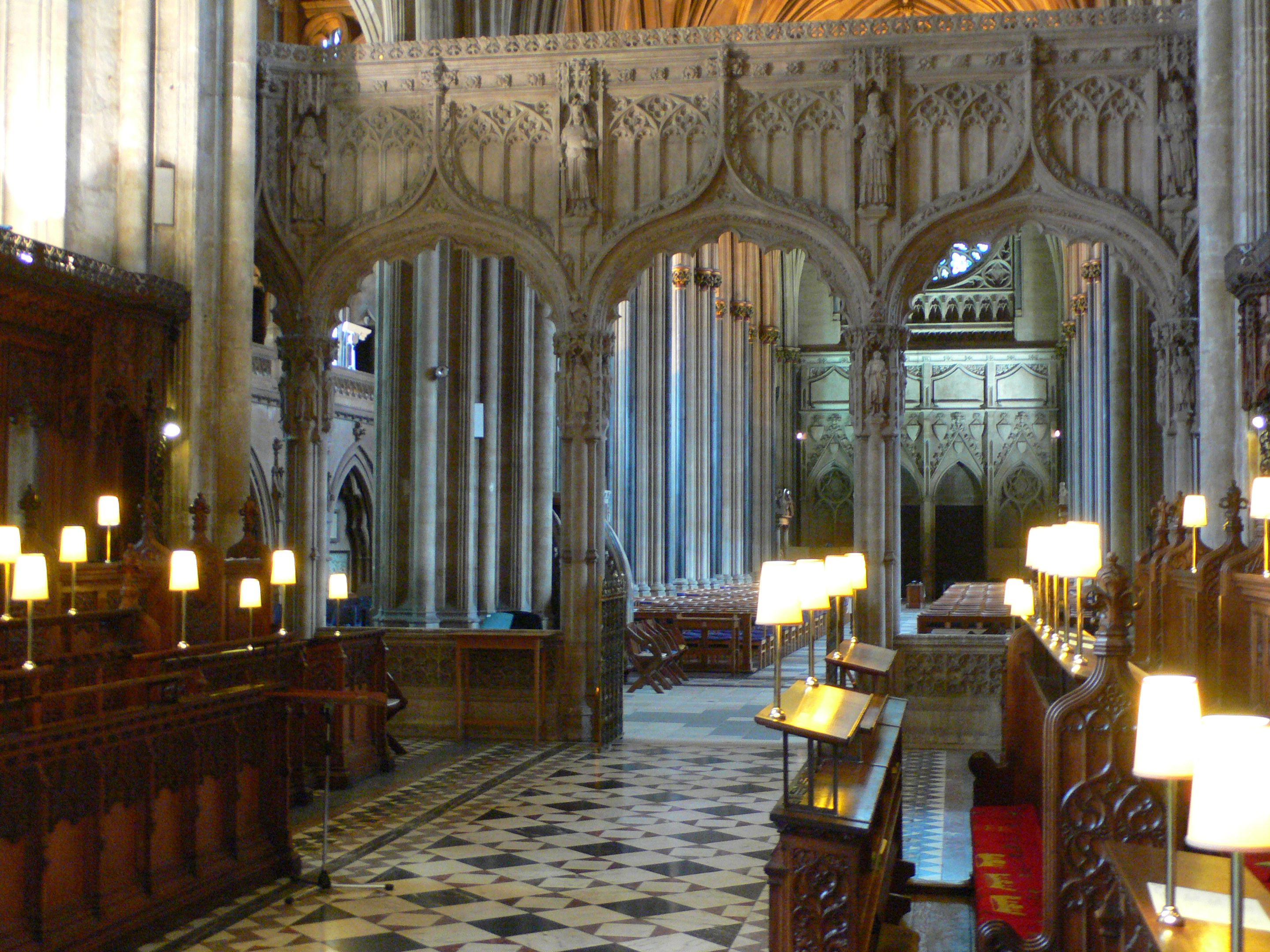
O coro da Catedral de Bristol, com a nave vista através da tela da capela-mor, tão olhando para o oeste

Um coro é a área de uma igreja ou catedral que fornece assentos para o clero e coro da igreja. É na parte ocidental da capela-mor, entre a nave e o santuário, que abriga o altar e o tabernáculo da Igreja.  
Como um termo arquitetônico, "coro" permanece distinto da localização real de qualquer coro cantando - estes podem estar localizados em vários lugares muitas vezes sobre a porta no extremo oeste litúrgico. Nas igrejas modernas, o coro pode estar localizado centralmente atrás do altar, ou do púlpito.
O retrocoro ou retroquire é um espaço atrás do altar-mor no coro de uma igreja, no qual pode haver um pequeno altar de costas para trás com o outro.

## História
Na Igreja Primitiva, o santuário estava ligado diretamente à nave. O coro era simplesmente a parte leste da nave, e era cercado por uma tela ou corrimão baixo, chamado cancelli. O desenvolvimento da característica arquitetônica conhecida como coro é o resultado do desenvolvimento litúrgico trazido pelo fim das perseguições sob Constantino, o Grande e a ascensão do monaquismo. A palavra "coro" é usada pela primeira vez por membros da Igreja latina. Isidoro de Sevilha e Honório de Autun escrevem que o termo é derivado do "corona", o círculo de clérigos ou cantores que cercavam o altar.
Quando introduzido pela primeira vez, o coro foi anexado à bema, a plataforma elevada no centro da nave na qual foram colocados assentos para o clero e um púlpito para leituras das escrituras. Este arranjo ainda pode ser observado no San Clemente al Laterano, em Roma. Com o tempo, a bema (ou presbitério) e o coro se moveram para o leste para sua posição atual. Em algumas igrejas, como a Catedral de Westminster, o coro está disposto na abside atrás do altar.

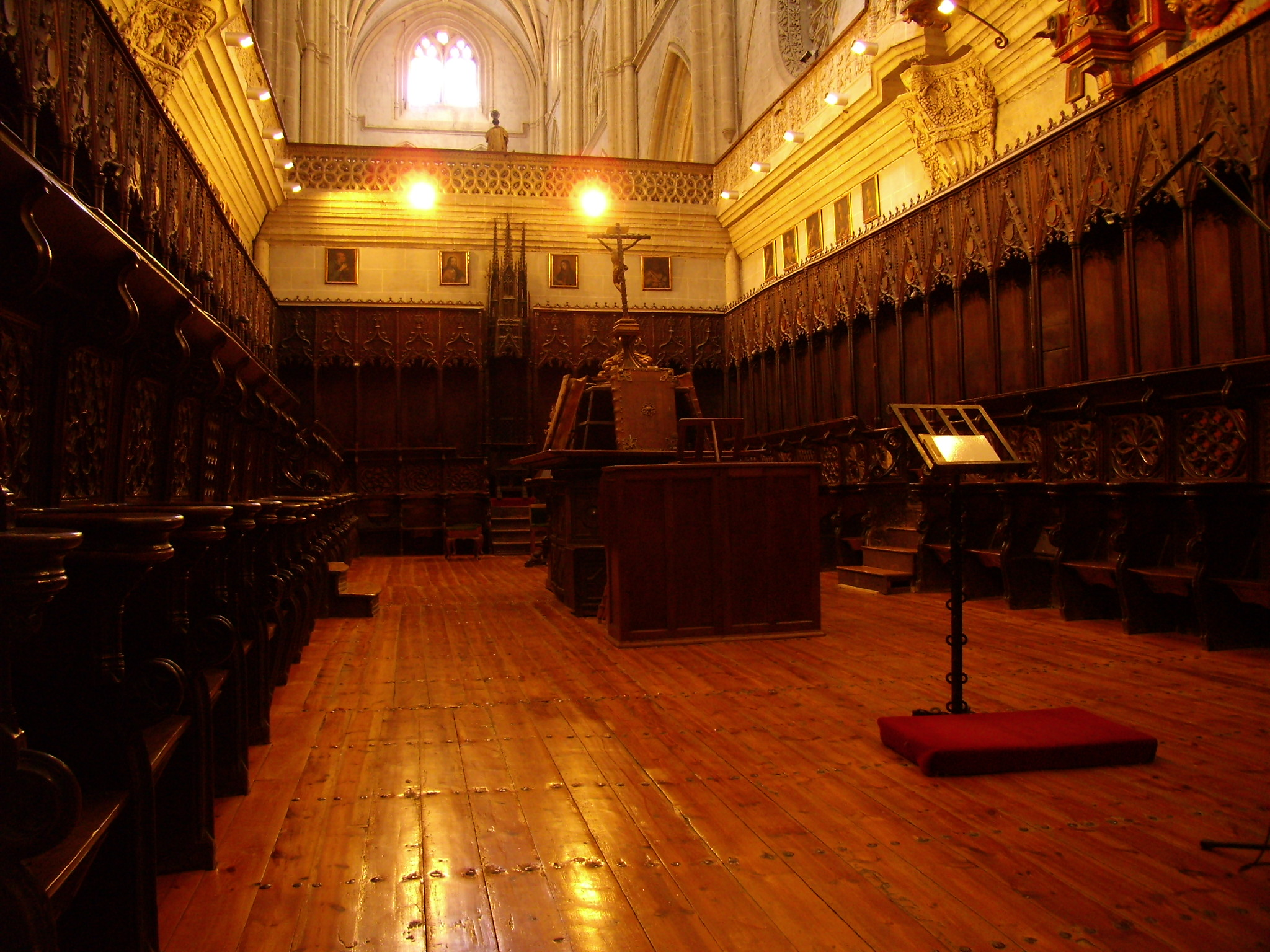
O Coro na Catedral de Palencia, no norte da Espanha, um exemplo de um quire monástico

Os detalhes arquitetônicos do coro se desenvolveram em resposta à sua função como o lugar onde o Ofício Divino era entoado pela irmandade monástica ou pelo capítulo dos cânones. A capela-mor era considerada como parte do clero da igreja, e qualquer coro de uma escola coral contava como parte do clero para este fim. Após a Reforma, quando o número de clérigos presentes mesmo em grandes igrejas e catedrais tendia a diminuir, e os coros de canto leigo se tornavam mais frequentes, muitas vezes havia objeções a colocá-los nas tradicionais barracas de coro na capela-mor. O púlpito e o púlpito também são geralmente encontrados na frente do coro, embora as igrejas católica e protestante às vezes tenham movido o púlpito para a nave para melhor audibilidade. O órgão pode estar localizado aqui, ou em um loft em outro lugar da igreja. Algumas catedrais têm um coro retro atrás do altar-mor, abrindo para leste em direção às capelas (cantos) na extremidade leste.

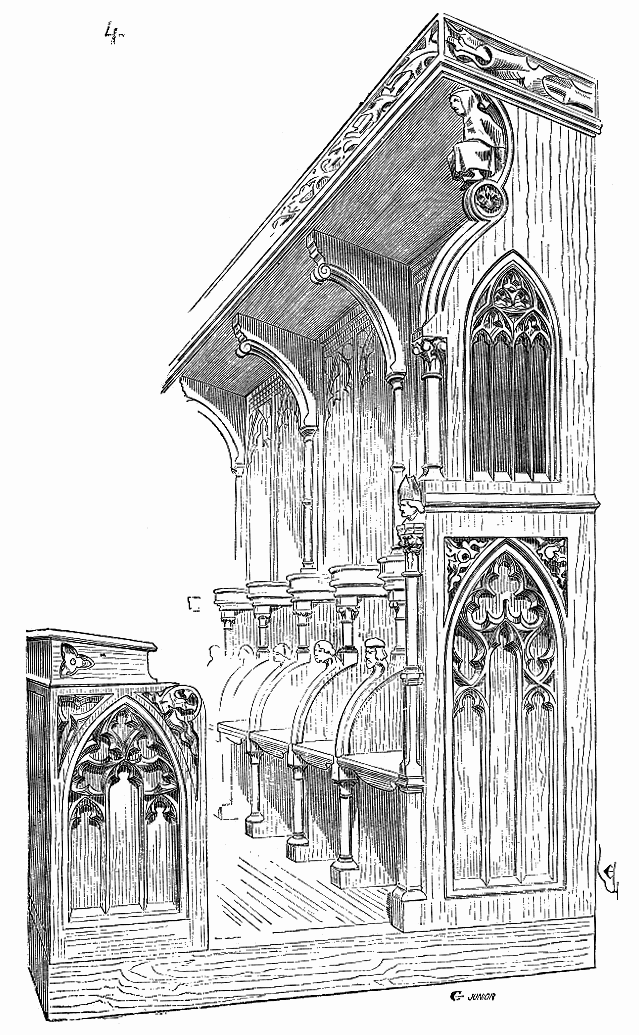
Ilustração mostrando barracas de monge em Anellau, França, século 14

Após a Reforma, as igrejas protestantes geralmente moviam o altar (agora muitas vezes chamado de mesa de comunhão) para frente, tipicamente para a frente da capela-mor, e muitas vezes usavam coros leigos que eram colocados em uma galeria no extremo oeste. O coro e a retaguarda das capelas-mor profundas tornaram-se pouco utilizados nas igrejas sobreviventes da Idade Média, e as novas igrejas muitas vezes omitiram uma. Com a ênfase nos sermões e sua audibilidade, algumas igrejas simplesmente converteram suas capelas-mor para sediar parte da congregação. Na Inglaterra do século 19, uma das batalhas da Cambridge Camden Society, a ala arquitetônica dos anglo-católicos na Igreja da Inglaterra, foi restaurar a capela-mor, incluindo o coro, como parte necessária de uma igreja. Ao empurrar o altar de volta à sua posição medieval e ter o coro usado por um coro leigo, eles foram amplamente bem-sucedidos nisso, embora a extremidade mais difícil da Alta Igreja se opusesse a permitir que um grande grupo de leigos entrasse na capela-mor. Diferentes abordagens para o culto no século 20 novamente tendiam a empurrar altares em igrejas maiores para frente, para estar mais perto da congregação, e a capela-mor novamente corre o risco de ser uma área menos usada da igreja.

## Assentos
A área do coro é ocupada por assentos de madeira finamente esculpidos e decorados, conhecidos como barracas de coro, onde o clero se senta, fica de pé ou se ajoelha durante os cultos. O coro pode ser equipado com bancos longos (bancos) ou barracas individuais do coro. Pode haver várias fileiras de assentos paralelas às paredes da igreja.
O uso de barracas de coral (em oposição a bancos) é mais tradicional em mosteiros e igrejas colegiadas. As tendas do coro monástico são frequentemente equipadas com assentos que se dobram quando os monges se levantam e se dobram quando se sentam. Muitas vezes, o assento articulado terá um misericord (pequeno assento de madeira) na parte inferior no qual ele pode se apoiar enquanto está em pé durante os longos serviços. A parte superior da baia do monge é moldada de modo a proporcionar um apoio de cabeça enquanto está sentado, e apoios de braço quando em pé. Os mosteiros costumam ter regras rígidas sobre quando os monges podem se sentar e quando devem ficar de pé durante os cultos.
Os bancos de coral são mais comuns nas igrejas paroquiais. Cada banco pode ter ajoelhadores acolchoados presos às costas para que a pessoa atrás possa se ajoelhar nos momentos apropriados durante os cultos. A primeira fila muitas vezes terá um longo prie-dieu correndo à sua frente para os membros do coro colocarem seus livros, e que também pode ser equipado com joelheiras.
Em uma catedral, o trono do bispo ou cátedra geralmente está localizado neste espaço.

## Galeria de imagens
- Barracas de coral em Boston Stump, Lincolnshire. Um assento foi levantado para revelar o misericord.
- Barracas de coro elaboradamente esculpidas na Cartuxa de Buxheim, na Baviera, por Ignaz Waibl
- Coro ortodoxo oriental barracas (kathisma) no kliros (área para o coro) com analogia (tribunas) para livros litúrgicos
- Estatueta de uma ama-de-leite que faz parte de uma tela parclose na Basílica de Saint Maternus, Walcourt, Bélgica
- Banco do coro feito de calcário com vestígios ainda visíveis de tinta medieval, Burs Church, Gotland, Suécia
- Banco do coro de Santa Maria Gloriosa dei Frari, Veneza
- Barracas de coral na Igreja do Bom Pastor (Rosemont, Pensilvânia)